# Косоніг
Косоніг (Plagiopus) — рід мохів родини бартрамієвих.
Рід має космополітичне поширення.
Види:
- Plagiopus alpinus
- Plagiopus oederianus